# Mahindra Ugine Steel
Mahindra Sanyo Special Steel Private Limited або раніше відома як Mahindra Ugine Steel (MUSCO) (BSE) є виробником спеціальної сталі, штампувань і кілець зі штаб-квартирою в Мумбаї, Індія. Це спільне підприємство [, одного з найбільших промислових підприємств Індії, і Sanyo Special Steel Co. Ltd і Mitsui & Co. Ltd з Японії.
MUSCO має три штамповки, розташовані поблизу ключових автомобільних кластерів в Індії: Kanhe для обслуговування виробничого кластера в Пуні; нашик; і Рудрапур для обслуговування Північної Індії. Разом MUSCO має загальну потужність штампування 30 000 метричних тонн на рік. Його кільцепрокатний підрозділ також має загальну потужність 30 000 метричних тонн. Це була перша металургійна компанія в Індії, яка отримала сертифікат ISO 9001:2000 у 2002 році, а в 2005 році вона отримала сертифікат ISO TS 16949.

## Історія
MUSCO було зареєстровано 19 грудня 1962 року в Мумбаї. Вона починалася як дилерство/продавець інструментальної, легованої та спеціальної сталі. У 1964 році MUSCO вперше було зареєстровано на фондовій біржі Мумбаї.